# Bataille de Silves (1182)
Pour les articles homonymes, voir Bataille de Silves.
La bataille de Silves est menée en juin 1182, et oppose les flottes almohades de Ceuta et Séville, à une flotte portugaise au large de Silves. La flotte almohade inflige une sévère défaite aux Portugais.

## Contexte
Devant les attaques incessantes de la flotte almohade de Gamin ben Mardanis contre le Portugal, les habitants de Lisbonne décide d'armer une puissante flotte avec à leur tête l'amiral Fuas Roupinho. Les navires portugais ne tardent pas à ravager les côtes de l'Algarve, alors sous domination almohade. 
En effet, en 1180, la flotte almohade de Séville comptant plus de 10 galères, sous le commandement de Gamin ben Mardanis, s'attaque à Lisbonne. Les Portugais arment en toute hâte tous les bâtiments disponibles dans le port, et attaquent l'escadre almohade, livrant ainsi leur première bataille navale de l'histoire. La Bataille du cap Espichel tourne à l'avantage des Portugais,, qui s'empare de plusieurs vaisseaux et font prisonnier le commandant Gamin ben Mardanis,.
Fort de ce succès, l'amiral portugais Fuas Roupinho pousse son audace et ose même mener un raid victorieux sur Ceuta, où il s'empare de nombreux vaisseaux musulmans dans le port, qu'il emmène avec lui jusqu'à Lisbonne.

## Déroulement
En juin 1182, la flotte portugaise forte de ses précédents succès, navigue dans l'océan au large des possessions almohades. Les flottes almohades de Ceuta et Séville comptant un total de 40 galères, commandées respectivement par Abd Allâh ben Ishâq ben Jâmi et Ahmâd as-Siqîllî, se regroupent à Cadix puis font route en direction de Silves, où se trouve l'escadre portugaise de Lisbonne qu'elles interceptent. 
La bataille navale tourne à l'avantage des Almohades qui infligent une sévère défaite aux Portugais, qui perdent plus de 20 à 30 navires avec 1 800 prisonniers,.

## Sources

### Sources bibliographiques
1. 1 2 3 4 5  Cressier 2006, p. 82
2. 1 2  Picard 1997, p. 182
3. 1 2  Schäfer et Manuel Francisco 1844, p. 48
4. 1 2  Cherif 1996, p. 106

#### Francophone
- Mohamed Cherif, Ceuta aux époques almohade et mérinide, Harmattan, 1996, 229 p. (lire en ligne)
- Christophe Picard, L'océan Atlantique musulman : de la conquête arabe à l'époque almohade : navigation et mise en valeur des côtes d'al-Andalus et du Maghreb occidental (Portugal-Espagne-Maroc), Maisonneuve & Larose, 1997, 618 p. (lire en ligne)
- Patrice Cressier, La maîtrise de l'eau en al-Andalus : paysages, pratiques et techniques, Casa de Velazquez, 2006, 345 p. (lire en ligne)
- Heinrich Schäfer et Manuel Francisco de Barros e Sousa Santarém, Histoire de Portugal : depuis sa séperation de la Castille jusqu'à nos jours · Volume 1, Parent-Desbarres, 1840, 588 p. (lire en ligne)